# Понтусук (Илиноис)
Понтусук (енгл. Pontoosuc) град је у америчкој савезној држави Илиноис.

## Демографија
По попису из 2010. године број становника је 146, што је 25 (-14,6%) становника мање него 2000. године.
| Група             | 2000.       | 2010.       |
| Белци             | 169 (98,8%) | 137 (93,8%) |
| Афроамериканци    | 0 (0,0%)    | 0 (0,0%)    |
| Азијати           | 0 (0,0%)    | 0 (0,0%)    |
| Хиспаноамериканци | 0 (0,0%)    | 6 (4,1%)    |
| Укупно            | 171         | 146         |